# Grotte d'Es Càrritx
La grotte d'Es Càrritx est une grotte naturelle située sur la commune de Ciutadella de Menorca, sur l'île de Minorque, dans l'archipel des Baléares, en Espagne. Le site est exceptionnel, d'une part parce que la grotte, qui a servi de lieu de sépulture durant l'Âge du bronze minorquin, est restée inviolée jusqu'à sa découverte en 1995, et d'autre part parce que l'environnement microclimatique de la grotte a permis la conservation de matériaux périssables, dont l'étude a grandement contribué à la connaissance des pratiques funéraires du Naviforme et du proto-talayotique.

## Historique
La grotte naturelle est située sur le flanc ouest du ravin d'Algendar, très fréquenté par les spéléologues venant visiter la grotte de Sa Cova Murada. Elle a été découverte en 1995 par deux spéléologues, J. Márquez et P. Arnau, qui, après avoir exploré les lieux, en masquèrent l'entrée avec des branches de roseaux (« càrritz » en catalan) lui donnant son nom actuel. Une équipe de l'Université autonome de Barcelone a fouillé la grotte en 1995 et 1996, sous la direction de Vicente Lull, Roberto Risch, Rafael Micó et Cristina Rihuete.
La grotte n'est pas ouverte au public car elle n'a pas été entièrement fouillée et son accès est assez périlleux. 

## Description
La grotte a été protégée par la chute d'un gros rocher qui en a dissimulé l'entrée jusqu'en 1995. L'entrée avait été fermée par un mur de parement en appareil cyclopéen. La grotte est constituée d'une succession de sept salles reliées entre elles par des couloirs et des galeries. L'ensemble se développe sur environ 230 m de longueur.
La salle n°1 est un espace quadrangulaire d'environ 32 m2 comportant deux niveaux. Il a fonctionné comme cimetière entre 1450/1400 et 800 av. J.-C. La salle n°2 est un espace irrégulier, bas et allongé. La salle n°3 est beaucoup plus grande mais également de forme irrégulière. Les archéologues y ont découvert un petit foyer et deux concentrations de matériel archéologique, l'une avec une prédominance d'ossements d'animaux et de fragments de stalactites et l'autre avec des récipients en céramique. La salle n°4 est naturellement séparée de la salle n°3 par un rideau de stalactites et de stalagmites. Elle conservait quelques os dispersés de Myotragus balearicus, une pointe de lance en bronze placée dans une espèce de trou de 1,5 m de profondeur, et de nombreux sillons creusés par des doigts humains dans une coulée de boue argileuse. Au fond de la salle n°4, un passage étroit et en pente, dans lequel il faut ramper, permet d'accéder à la salle n°5, correspondant à un petit espace où étaient déposés des objets en bois, des poteries préhistoriques, des objets en bronze et de petits récipients contenant des cheveux. La salle n°6 est de forme allongée. On y a découvert un récipient brisé et un petit foyer contenant un mélange de cendres et d'os humains (doigts et orteils). Un second groupe d'ossements a été trouvé près d'une paroi. Sa forme rappelle celle d'une main pointant vers le foyer. D'autres ossements humains (mains et pieds), associés avec des fragments de stalactites de formes similaires aux ossements, ont été trouvés dans des fissures des parois. La salle n°7 est séparée de la salle n°6  par un rideau de stalactites, qui a été partiellement découpé et dont les fragments ont été déposés dans un endroit abrité à proximité. À 170 m de l'entrée de la grotte, un pot en céramique a été découvert sur le rebord d'un rocher naturel ; ce pot comporte deux mamelons qui étaient orientés vers la sortie de la grotte.

## Enseignements
La grotte d'Es Càrritx est un site archéologique exceptionnel où, pour la première fois dans l'histoire de l'archéologie minorquine, les archéologues purent fouiller une grotte inviolée utilisée comme espace funéraire durant la Préhistoire. De surcroît, l'environnement microclimatique de la grotte a assuré la conservation de matériaux périssables, tels que le cuir, le bois ou la fourrure. La fouille minutieuse du site a permis d'accroître considérablement les connaissances relatives aux rituels funéraires tels qu'ils étaient pratiqués au Naviforme et au proto-talayotique, comme celui consistant à peigner, teindre puis couper les cheveux des défunts avant de les placer dans de petits conteneurs tubulaires fermés, qui avaient été, jusqu'à cette découverte, interprétés comme étant des éléments de parure. 
En outre, l'étude détaillée des squelettes de 24 individus (14 hommes et 10 femmes) découverts dans la grotte d'Es Càrritx a permis de reconstituer un profil biologique des individus inhumés, en analysant leur état de santé et leur alimentation, et de pouvoir estimer la taille de la communauté qui utilisait cet espace funéraire : les hommes sont plus grands que les femmes (respectivement 164 cm et 151 cm) et aucun squelette ne porte de traces de blessures violentes, mais les traces de maladies infectieuses sont fréquentes (adultes et enfants). On y a aussi constaté l'absence totale de sépultures d'enfants de moins de trois mois, confirmant ainsi des observations déjà faites dans d'autres lieux funéraires (Ses Arenes de Baix, grotte d'Es Pas).